# Coenzim Q10
El coenzim Q10 o ubiquinona (2,3-dimetoxi-5-metil-6-decaprenil-1,4-benzoquinona) és un derivat de la quinona amb una llarga cadena isoprenoide. És una benzoquinona liposoluble. La porció benzoquinona del coenzim Q10 se sintetitza a partir de tirosina, mentre que la cadena d'isoprenoides se sintetitza a partir d'acetil-CoA a través de la ruta del mevalonat (aquesta ruta també s'utilitza en els primers passos de la biosíntesi de colesterol).
Està present, principalment, en la membrana mitocondrial interna (MIM). L'orgànul que la conté, és doncs, el mitocondri. Tot i axí, la podem trobar en altres compartiments cel·lulars com en el reticle endoplasmàtic, els lisosomes, els peroxisomes i a nivell vesicular. A més, també la detectem en el plasma i en les plaquetes. Una curiositat del terme ubiquinona és el fet que se la denomina així per estar present (ubicada) en l'ésser viu i en totes les cèl·lules del cos humà.
En la cèl·lula vegetal trobem la plastoquinona, continguda en els cloroplasts. En els humans, on més abundant aquest Coenzim és en les cèl·lules cardíaques.
La Q es refereix al grup químic quinona, i el 10, al nombre de subunitats isoprenoides que té. En els mamífers, és la forma més habitual que adopta, és a dir, deu unitats d'isoprè(Q10). El nombre d'unitats d'isoprè de cinc carbonis en la Q depèn, doncs, de l'espècie. La Q10 pot rebre altres noms: ubiquinona, ubidecarenona, coenzim Q, i, a vegades, abreviada com CoQ10, CoQ, Q10, o Q (1).

## Història
El descobriment del Coenzim no va ser una simple casualitat sinó que es tracta del resultat de nombroses recerques sobre els mecanismes dels diferents components involucrats en l'obtenció d'energia. El coenzim Q10 va ser descobert l'any 1957 pel professor Frederick L. Crane i el seu equip de l'Institut Enzimàtic de la Universitat de Wisconsin-Madison a través de les mitocòndries del cor de bou.
Un any més tard, el Profesor Karl August Folkers i els seus col·laboradors de la Universitat de Mississipi i de la companyia farmacèutica Merck, Sharp and Dohme van identificar l'estructura química i la funció de la nova molècula descoberta. A partir d'aquest moment, pel professor Folkers va seguir investigant sobre aquest Coenzim, fins al punt d'esdevenir una de les seves prioritats. Es va passar els 40 anys següents intentant esbrinar si el coenzim tenia alguna relació amb aspectes nutricionals, i conseqüentment utilitzar-lo per al tractament de certes malalties.
Després de molts intents fracassats, l'any 1967 va obtenir el primer resultat reeixida en el tractament per a l'infart de miocardi. L'any 1978 Peter Mitchel va rebre el premi Nobel pel descobriment de les funcions d'aquest coenzim. A partir d'aquest moment, molts investigadors van enfocar el seu interès en aquest Coenzim relacionant-lo amb diferents patologies, com per exemple: càncer, migranya, Parkinson, etc.

## Biosíntesi
La quinona (Q) deriva de la tirosina, mentre que la cadena d'isoprenoides (amb nombre d'unitats variable) prové de l'acetil coA. Independentment de la quantitat de Q10 que ingerim directament dels aliments, el cos humà la sintetitza a través d'una complexa cadena de reaccions químiques que suposen disset fases diferents i que requereixen la presència d'almenys set vitamines (B₂ B₃, B₆, B₁₂, Vitamina C i àcid pantotènic, i també la presència de diversos oligoelements).

## Propietats químiques
Les quinones poden presentar tres estats d'oxidació:
1. Q→Ubiquinona. Estat totalment oxidat. Presenta dos grups ceto.
2. QH→Semiquinona. Addició d'un protó i d'un electró. Aquesta forma perd un protó amb relativa facilitat per donar lloc al radical aniònic de la semiquinona→Q-
3. QH₂→Ubiquinol.Resultant de l'addició d'un segon protó i electró. És la forma totalment reduïda del coenzim Q. En aquest estat reté els seus protons amb més intensitat.

Les reaccions de transferència d'electrons estan acoblades a la unió i alliberació de protons, una propietat clau en Q a l'hora de transportar protons a través de la membrana

### Propietats redox
El coenzim Q és un component de la cadena de transport d'electrons i participa en la respiració cel·lular aeròbica, generant energia en forma d'ATP. De fet, és l'única molècula transportadora que no forma part d'una proteïna. Aquest fet és molt important, perquè li confereix certa mobilitat per la MIM, recordem que la Q10 és liposoluble, propietat vital per a la correcta transferència d'electrons.
De la mateix a manera que les flavines, les quinones accepten protons quan es redueixen. De fet, la reducció de la flavina mononucleòtida (FMN) que és el grup prostètic del primer complex enzimàtic de la cadena electrònica, es produeix mitjançant un intermediari semiquinona. La cadena respiratòria mitocondrial (CRM) és a la membrana interna del mitocondri. Consta de diversos enzims que catalitzen reaccions redox. De fet, es tracta de tres grans complexos proteics:
Complex I: NADH-Q oxidoreductasa (o NADH deshidrogenasa). És una estructura molt complexa, formada per més de trenta polipèptids. Té forma de L amb un braç horitzontal ancorat a la membrana i un braç vertical que es projecta cap a la matriu.
La reacció que catalitza sembla aquesta:
NADH + Q + 5H+ matriu→ NAD+ + QH₂ + 4H+ citosol.
El NADH s'oxida en el braç i els electrons es condueixen a la membrana per reduir a Q. L'etapa inicial consisteix en la unió del NADH i la transferència dels seus dos electrons a la FMN. Obtenim, doncs, la FMN reduïda: FMNH₂, que transefereix els seus electrons a una sèrie de complexos ferro-sofre, que després de la FMN, configuren el segon grup prostètic del complex. Aquest enzim conté tants complexos 2Fe-2S com 4 Fe-4S.
A diferència de les quinones i flavines, el complex Fe-S sol participar en les reaccions Redox sense acceptar ni alliberar protons. Els ions ferro d'aquests complexos Fe-S s'alternen entre els estats Ferro reduït (Fe2+) i ferro oxidat(Fe3+)
Els electrons dels complexos Fe-S de la NADH-Q oxidoreductasa es transfereixen a la coenzim Q.
El flux de dos electrons des del NADH al coenzim Q a través del complex I provoca el bombament de quatre protons cap a l'exterior de la matriu de la mitocondria.
Les transferències acoblades d'electrons i protons en Q són crucials.
El NADH s'uneix a un lloc del braç vertical i transfereix els seus electros al FMN. Aquests electrons es desplacen pel braç vertical fins a tres complexos 4Fe -4S i posteriorment a un coenzym Q unit. Conseqüentment, Q es redueix a QH₂ provocant la captura de dos protons procedents de la matriu. Els dos elctrons del QH₂ unit es transfereixen a un centre 4Fe-4S i els protons s'alliberen a nivell del costat citosòlic. Per acabar, aquests electrons e transfereixen a una Q mòbil de l'interior hidròfob de la membrana (recordem que es tracta d'una benzoquinona liposoluble), provocant la captura d'altres dos protons de la matriu.

Complex II: El Succionat-Q reductasa→ Juntament amb altres enzims, transfereixen electrons des del FADH₂ a Q. A diferència del que passa en el primer complex, en aquest segon, no es transporten protons, conseqüentment, es forma menys ATP a partir de l'oxidació del FADH₂, que a partir del NADH.
Veiem doncs, que la Ubiquinona no només accepta electrons del NADH. De fet, degut a l'existència de dos enzims, la glicerol fofsfat deshidrogenasa i l'Acil coA deshidrogenasa (implicada en la β-oxidació dels Acids grassos) hi ha una transferència d'electrons d'alt potencial des del FADH₂ a Q per a formar ubiquinol (ubiquinona reduïda).
Complex III: Q-citocrom c oxidoreductasa (o citocrom BC1). Aquest sistema enzimàtic presenta dos llocs diferents per a la unió ubiquinona, denominats Qo i Qi, sent aquest darrer el que més a prop està de l'interior de la matriu.
El complex és un homodímer amb onze cadenes polipeptídiques. La complexitat d'aquest sistema és notable: Conté un total de tres grups hemo distribuïts en dos citocroms (Recordem que un citocrom és una proteïna transportadora d'electrons que conté un grup prostètic hemo):
Dos grups hemo de tipus b que són: el bL(low affinity) i bH(high affinity). Es localitzen en el citocrom B.
Un grup hemo de tipus c, loclaitzat en el citocrom C1.
Aquest fet explica per què el complex III es denomina també citocrom BC1.
L'enzim catalitza la transferència d'electrons des de QH₂ al citrocrom C oxidat (cyt C), al mateix temps que bomba protons cap a l'exterior de la matriu mitocondrial.
Reacció: 
QH₂ + 2cit C oxidat + 2H+ matriu→Q + 2 cit C reduït + 4H+ citosol.
Durant el transport d'electrons, l'ió ferro del citocrom alterna l'estat reduït (Fe2+) amb l'oxidat (Fe 3+).
No parlarem pas del IV complex citocrom c oxidasa, ja que la ubiquinona deixa de tenir-hi activitat.
Si més no, cal explicar el cicle de la quinona, que fa referència al transport de protons a través de la membrana.
El cicle comença quan QH₂ s'uneix al lloc Qo. L'ubiquinol transfereix els seus electrons d'un a un. En primer lloc, un dels electrons es desplaça al centre de Rieske 2Fe-2S (forma part del complex III), després al citocrom C1 i per acabar a una molècula de citocrom C oxidat, la qual passa ha estat reduït. D'aquesta manera, por difundir lliuremenent i allunyar-se de l'enzim. El segon electró es transfereix primer al [[citocrom bL]], després al [[bH]] i per acabar a una Ubiquinona en estat oxidat (Q) unida al lloc Qi. La Q es redueix originant l'anió semiquinona (Q-). L'important és que quan QH₂ unit al lloc Qo s'oxida a Q, els seus protons són allibertats cap a l'altra banda de la Membrana Interna Mitocondrial (MIM), (costat citosòlic de la membrana).
Aquesta molècula Q unida al lloc Qo pot ara difondre lliurement i incorporar-se al romanent d'ubiquinona.
En aquest punt, Q- es troba en el lloc Qi. Una segona molècula de QH₂ s'uneix al lloc Qo i reacciona amb la primera. Un dels seus electrons es transfereixen al centre Rieske i al citocrom c 1 per reduir a una segona molècula de citocrom c.
L'altre electró que recollirà Q- prové dels citocroms bL i bH. Aquest segon electró que s'incorpora al radical aniònic de la Q- farà que aquesta capturi dos protons de la matriu i origini QH₂. La captura d'aquests dos protons de la matriu contribueix a la formació del gradient de protons.
És a dir, Al final del cicle Q, dues molècules de QH₂ s'ha oxidat per formar dues molècules de Q.
- Una molècula de Q s'ha reduït a QH₂.
- S'han reduït dues molècules de citocrom C.
- S'han llibertat quatre protons cap al costat citoplasmàtic.
- S'han capturat dos protons de la matriu mitocondrial.

## Funcions
En la cadena respiratòria mitocondrial.
El transport electrònic i la fosforilació oxidativa són dos processos acoblats en les crestes mitocondrials. Aquestes són impermeables als protons. Aquest fet explica l'existència dels complexos explicats anteriorment. La transferència d'electrons a través dels complexos transmembranosos es troba acoblada a canvis al·lostèrics d'alguna proteïna que permet el bombament d'H+ més fora de la matriu. El repte consisteix a definir els processos d'unió i quins són els canvis conformacionals induïts per aquesta transferència d'electons i descobrir com s'assegura la captura i l'alliberament dels protons en el costat apropiat de la membrana. De la mateixa manera, la reducció de la quinona en el lloc apropiat de la MIM provoca la correcta captura de dos protons de la matriu mitocondrial.
La CoQ10 està implicada en l'activitat d'enzims desacoblants i en l'apertura del porus mitocondrial i, per tant, en la regulació de l'apoptosi. Tot i així, pot bloquejar en algunes circumstàncies la mort cel·lular mitjançant la inhibició de l'alliberació de la caspasa-3.
La funció antioxidant la realitza de dues maneres diferents: 
De forma directa, neutralitzant l'efecte dels radicals lliures. Tenint en compte que els radicals lliures són molècules que tenen un electró desaparellat, molt inestables i, per tant, molt reactives això provoca l'estrès oxidatiu, l'envelliment i la mort cel·lular.
L'estrès oxidatiu és un procés que pot provocar greus lesions a nivell molecular, del DNA, les proteïnes... Provocant així mutacions, carcinomes, peroxidacions lipídiques...
S'ha comprovat que els nivells de Coenzim Q10 disminueixen amb l'edat, aquest és per tant un dels factors (entre molts d'altres) que provoca l'envelliment i, per tant, la mort cel·lular, per la seva funció com a antioxidant directe, al disminuir la concentració de CoQ10, disminueix la capacitat antioxidant.
I l'altra manera d'actuar com a antioxidant és la via indirecta: és a dir, a través del reciclatge d'altres antioxidants lipídics, com la vitamina E o hidrosolubles (vitamina C).
Altres funcions:
- Estabilització i fluidificació de les membranes.
- Sembla que també protegeix de les caigudes dopaminèrgiques cerebrals (caiguda dels nivells de dopamina) i ajuda així a preservar les funcions neurològiques.

## Inhibidors
Alguns medicaments com les estatines i els betabloquejants són capaços d'inhibir la producció del coenzim Q10.
En el cas de les estatines (inhibidors de la HMG-CoA reductasa) són utilitzades per disminuir els nivells de colesterol en sang, per tant és un fàrmac eficaç per la Hipercolesterolèmia, cardiopaties coronàries i prevenció d'infarts cerebrals. Com ja s'ha vist anteriorment, el Coenzim Q10 comparteix la ruta de biosíntesi amb el colesterol, tenen el mateix precursor (el mevalonat), per això el fàrmac és capaç d'inhibir la producció d'aquesta benzoquinona. Alguns estudis han demostrat que les estatines poden reduir la coenzim Q10 fins a un 40% el seu valor inicial. Aquests estudis demostren que la gran majoria dels efectes secundaris que presenten són deguts a aquesta disminució brutal del Coenzim, sobretot les miàlgies, intolerància a l'exercici i el mioglobinúria.
Per aquest motiu, molt sovint, es recomana prendre un suplement de Coenzim Q10 si s'està seguint un tractament amb estatines.
Quant als β-bloquejants (antagonistes dels receptors β-adrenèrgics) hi ha evidències que poden deteriorar la capacitat de l'organisme per sintetitzar el coenzim Q10. Encara que no hi ha tants estudis com en el cas anterior, s'ha demostrat que amb un suplement de Coenzim Q10 disminueixen els efectes secundaris del fàrmac.

## Interaccions
Sembla que el Coenzim Q10 interacciona amb la warfarina (anticoagulant) disminuint així el seu efecte anticoagulant.

## Aspectes biomèdics relacionats
En diferents patologies, com les que es presenten a continuació, aquest Coenzim es pot trobar disminuït, per això, una subministració addicional de CoQ10 és altament recomanable:
En trastorns metabòlics, tals com la diabetis mellitus, sembla que el coenzim ajuda a controlar els nivells de glicèmia tot i que falten més estudis al respecte.
Un altre trastorn seria la miopatia mitocondrial, aquest és un grup que abarca diverses disfuncions neuromusculars afectant sobretot als òrgans diana:cor, mucul i cervell, i provocant un augment de radicals lliures. No hi ha una clara evidència científica, ja que un cert nombre de pacients han respos favorablement al tractament mentre que un altre no.
Altres trastorns metabòlics com poden ser alteracions funcionals de les mitocondries o inclús un dèficit de CoQ10 milloren amb una administració via oral de CoQ10.
Té efectes protectors davant un tractament amb quimioteràpia, a causa del seu gran poder antioxidant.
Els últims estudis realitzats demostren que la CoQ10 dona certa protecció sobre la toxicitat que produeix la quimioteràpia en les cèl·lules cardíaques i hepàtiques.
A més, hi ha evidència científica que suggereix que els compostos anàlegs al Coenzim són capaços de suprimir de forma directa el creixement i la proliferació de diferents tipus de càncer, actuant com a antimetabòlits (substàncies que interrumpeixen les reaccions químiques necessàries perquè una cèl·lula cancerosa sobrevisqui).
Estudis realitzats per investigadors suecs asseguren que aquest producte allarga la vida en pacients amb càncer pancreàtic, pulmonar, rectal i prostàtic, inclús sense fer ús ni de quimioteràpia ni de radiacions.
La ubiquinona està present en totes les cèl·lules del nostre organisme però el professor Peter Mitchell (premi Nobel de Medicina el 1978) va demostrar que a on més abunda és en les cèl·lules cardíaques. De fet, El cor i el fetge són els òrgans amb un requeriment més alt d'energia per tant, són els que tenen concentracions més elevades de coenzim Q10.(necesiten sintetitzar més ATP, per tant requereixen més mitocondries i conseqüentment, més ubiquinona)
Aquest fet explica l'interès naixent que s'investigui l'efecte del Coenzim en patologies cardíaques.
El mateix Dr Folkers va demostrar mitjançant diferents estudis, que un 75% dels pacients amb diferents tipus de malalties cardíaques, presentaven en les biopsies de teixit cardíac un dèficit marcat d'ubiquinona, aquest dèficit podia arribar al 40% dels nivells normals. Al Japó gairebé tots els pacients amb malalties cardíaques prenen CoQ10, a la resta de països cada cop s'està estudiant amb més detall.
S'han realitzat diversos assaigs clínics sobre els efectes del coenzim Q10 i el Parkinson i s'ha arribat a resultats estadísticament significatius; un dels més importants va ser realitzat per diversos investigadors nord-americans. S'ha pogut demostrar que l'administració oral de Coenzim Q10 en les fases inicials del Parkinson enlenteix el deteriorament funcional.
Prèviament a aquest estudi, per a aquesta patologia, s'havia demostrat que les plaquetes tenen un nivell de Coenzim significativament inferior als nivells normals. Al subministar via oral Coenzim Q10, el nivell plasmàtic augmentava i aquesta no tenia efectes secundaris i elevava els nivells de CoQ10.
Tanmateix, les vies d'investigació segueixen obertes.

## Suplement
- VIH: Un estudi australià ha aportat una evidència prometedora sobre els efectes del Coenzim Q10 en pacients tractats amb retrovirals. Aquests són característics per la seva alta toxicitat neurològica, i sembla que el Coenzim Q10 disminueix els efectes neurotòxics.[16]

- Sistema immunitari: El CoQ10 és capaç d'incrementar l'activitat fagocítica dels macròfags i a més, augmentar el nombre de granulòcits. Per això sembla beneficiós en pacients que estan immunodeprimits. Tot i que encara cal més evidència per tal de poder demorstrar-ho[17]

- Alzheimer: La idea que les lesions oxidatives provocades pels radicals lliures tenen molt a veure amb l'Alzheimer cada cop està prenent més força entre els investigadors. Per aquest motiu, un potent antioxidant com és el cas de la ubiquinona, tindria efectes protectors davant de l'Alzheimer.[8]

- Gent gran: Amb l'edat, la quantitat de Coenzim Q10 disminueix, per tant, perdem la capacitat d'eliminar radicals lliures (culpables de la mort cel·lular). A més, sembla que un augment de Coenzim Q10 disminuiex l'oxidació de la cadena de doble hèlix d'ADN. Estudis en rates han demostrat que un augment amb l'edat de Coenzim Q10 juntament amb una dieta rica en àcids grassos poliinsaturats allarga l'esperança de vida.[8]

- Síndrome de Down: Un estudi realitzat a Itàlia va demostrar que els nivells de CoQ10 en plaquetes i en limfòcits en pacients amb síndrome de Down, eren significativament inferiors als valors considerats normals. Tot i així actualment encara no hi ha evidència significativa sobre que una administració extra de CoQ10 millori els simptomes dels pacients amb aquest Síndrome.[18]

- Esportistes: S'ha recomanat en alguns casos, l'administració de CoQ10 com a suplement per tal d'augmentar el VO2 màxim, donar vigor i energia. Tot i així, els estudis realitzats al respecte, més aviat demostren el contrari, ja que al subministrar CoQ10 augmenten els nivells plasmàtics però no pas a nivell muscular.

Sembla que pot millorar símptomes de malalties tals com: síndrome de fatiga crònica, periodontitis, insuficiència renal, asma, migranya, hipertensió arterial, ataxia de Friedreich, distròfies musculars…

## Aspectes estètics
El coenzim Q10 és una substància antioxidant, per tant a nivell dermatològic també té un paper molt important. No només controla l'acció dels radicals lliures provocats per l'exposició solar sinó que també per altres factors com el tabac, la pol·lució ambiental, l'estrès, etc. A més, és capaç de reparar les lesions cutànies que tots aquest provoquen, augmentant l'elasticitat de la pell i el gruix.
La gran majoria dels Cosmètics antiaging actuals porten entre els seus components el Coenzim Q10, amb la finalitat d'endarrerir els efectes de la degeneració tissular (pèrdua de turgència de la pell per manca de col·lagen, etc.)